# Juan Pablo Magallanes
Pour les articles homonymes, voir Magallanes.
Magallanes  Aranda est un nom espagnol. Le premier nom de famille, en général paternel, est Magallanes ; le second, en général maternel, souvent omis, est Aranda.
Juan Pablo Magallanes Aranda, né le 6 février 1982, est un coureur cycliste mexicain.

## Palmarès et classements mondiaux

### Palmarès par année
- 2001
  - 2e étape de la Vuelta a Chiriquí
- 2002
  - Trofeo Irache
  - 2e du Tour de Zamora
  - 3e de l'Antzuola Saria
- 2004
  - 1re étape du Giro delle Pesche Nettarine di Romagna
  - Giro del Montalbano
  - 2e du Gran Premio della Liberazione
  - 2e du Grand Prix Industrie del Marmo
  - 3e de la Coppa Giulio Burci
  - 3e du Giro delle Pesche Nettarine di Romagna
- 2006
  - 5e étape du Tour de Chihuahua
- 2007
  -  Champion du Mexique sur route
  -  Champion du Mexique du contre-la-montre
  - 3e étape du Tour du Salvador
  - 10e étape du Tour de Colombie
- 2008
  - Vuelta al Estado de Oaxaca :
    - Classement général
    - 3e étape

  - 2e du championnat du Mexique du contre-la-montre
- 2009
  - 1re étape du Tour du Mexique
  - Vuelta Mazatlán :
    - Classement général
    - 3e étape

  - 3e du championnat du Mexique sur route
- 2012
  - 2e étape de la Ruta del Centro
- 2013
  - 1re et 4e étapes du Tour du Guatemala
  - 6e étape de la Ruta del Centro
  - Vuelta a Tamaulipas :
    - Classement général
    - 6e étape

  - El Tour de Tucson
  - 2e de la Holy Saturday Cross Country Cycling Classic
  - 2e de la Ruta del Centro
  - 3e du Tour du Michoacán
  - 5e du championnat panaméricain sur route
- 2014
  - Holy Saturday Cross Country Cycling Classic
  - Clásica Lunes del Cerro
- 2015
  - Classement général de la Tucson Bicycle Classic
  - Clásica Amando Zacapu
  - El Tour de Tucson
  - 4e étape du Tour du Michoacán
  - 2e du championnat du Mexique du contre-la-montre
  -  Médaillé de bronze du championnat panaméricain sur route
- 2016
  -  Champion du Mexique du contre-la-montre
  - Ruta del Centro :
    - Classement général
    - Prologue

  - Clásica de Tlaxcala :
    - Classement général
    - 2e étape
- 2017
  - 3e étape du Tour du Michoacán
- 2018
  - 3e étape de la Clásica Lunes del Cerro
  - 2e du championnat du Mexique du contre-la-montre
- 2019
  - 3e étape de la Clásica Lunes del Cerro
- 2020
  - 3e du championnat du Mexique du contre-la-montre

### Classements mondiaux
| Année            | 2005 | 2006 | 2007 | 2008 | 2009 | 2010 | 2011 | 2012 | 2013 | 2014 | 2015 | 2016 | 2017 |
| ---------------- | ---- | ---- | ---- | ---- | ---- | ---- | ---- | ---- | ---- | ---- | ---- | ---- | ---- |
| UCI America Tour |      |      | 15e  | nc   | 83e  | 308e | nc   | nc   | 14e  |      | 47e  | 156e | 389e |
| UCI Europe Tour  | 370e |      |      |      |      |      |      |      |      |      |      |      |      |